# Liêu Hưng Tông
Liêu Hưng Tông (chữ Hán: 遼興宗; bính âm: Liao Xīngzōng; 3 tháng 4 năm 1016 - 28 tháng 8 năm 1055), là vị hoàng đế thuộc dòng họ Gia Luật (耶律氏) thứ bảy của nhà Liêu, cai trị từ năm 1031 đến năm 1055. Tên thật của ông theo Hán danh là Tông Chân (宗真) và tên Khiết Đan là Chỉ Cốt (只骨).

## Thân thế
Gia Luật Tông Chân là con trưởng của hoàng đế Liêu Thánh Tông và Tiêu Nậu Cân. Chuyện tình của họ lại đậm chất huyền bí.
Tiêu thái hậu là người có công trong việc sắp xếp cuộc hôn nhân giữa Liêu Thánh Tông với một cung nữ của bà là Tiêu Nậu Cân. Tiêu Nậu Cân sinh ra trong hoàn cảnh nghèo khó nhưng Liêu Thánh Tông đã đưa cô vào cung. Tuy nhiên, Liêu Thánh Tông chưa bao giờ coi cô như vợ lẽ mà thay vào đó lại giao cô cho Tiêu thái hậu như một cung nữ. Một ngày nọ, khi đang dọn giường cho Tiêu thái hậu, Tiêu Nậu Cân tình cờ gặp một con gà trống vàng. Khi Tiêu thái hậu bất ngờ bước vào lều, Tiêu Nậu Cân giật mình và nuốt chửng con gà trống vàng. Con gà trống vàng thực ra là một loại thuốc bí ẩn, và sau vài ngày, làn da của Tiêu Nậu Cân trở nên rạng rỡ. Tiêu thái hậu rất ngạc nhiên và nói với cung nữ rằng Tiêu Nậu Cân sẽ sinh ra một hoàng tử cho Liêu Thánh Tông trong tương lai. Sau đó Tiêu thái hậu ra sức khuyên bảo Liêu Thánh Tông hãy ngủ cùng giường với Tiêu Nậu Cân. Liêu Thánh Tông nghe và làm theo. Tháng 2 năm 1016, Tiêu Nậu Cân sinh ra một đứa con trai có tên ban đầu là Mộc Bất Cô (木不孤) nhưng sau đó đổi thành Gia Luật Tông Chân (耶律宗真).
Tiêu Nậu Cân là đối thủ lâu năm của Tiêu Bồ Tát Ca, hoàng hậu thứ hai của Liêu Thánh Tông và là cháu gái của Tiêu Thái hậu. Mặc dù có cùng họ Tiêu nhưng Tiêu Bồ Tát Ca không có quan hệ họ hàng với Tiêu Nậu Cân. Sau khi Tiêu Nậu Cân sinh ra Gia Luật Tông Chân với tư cách là cung nữ, Tiêu Bồ Tát Ca được Liêu Thánh Tông giao việc nuôi dạy đứa trẻ. Tiêu Bồ Tát Ca từng sinh hai con trai nhưng đều bị chết yểu nên đã nuôi dạy Gia Luật Tông Chân như con của mình. Điều này khiến cho Tiêu Bồ Tát Ca nhận được sự tôn trọng của Liêu Thánh Tông. Vì ghen tị, Tiêu Nậu Cân thậm chí còn theo dõi Tiêu Bồ Tát Ca nhiều lần khi Gia Luật Tông Chân vẫn còn là hoàng tử.
Gia Luật Tông Chân được phong làm hoàng thái tử vào năm 1021. Trước khi qua đời, trên giường bệnh, Liêu Thánh Tông đã phong cho Tiêu Nậu Cân danh hiệu Nguyên phi (元妃) có nghĩa là Phi chính thức. Liêu Thánh Tông bảo bà hãy che giấu sự oán giận của mình đối với Tiêu Bồ Tát Ca vì Tiêu Bồ Tát Ca đã nuôi dạy Gia Luật Tông Chân khi còn nhỏ. Gia Luật Tông Chân lên nối ngôi sau khi Liêu Thánh Tông mất vào ngày 25 tháng 6 năm 1031.

## Trị vì

### Thái hậu Tiêu Nậu Cân lũng đoạn triều chính
Ông vừa lên ngôi vào năm 1031 thì phong cho mẹ ruột là Tiêu Nậu Cân làm Thái phi, còn mẹ nuôi là Tiêu Bồ Tát Ca thành Thái hậu. Tuy nhiên Tiêu Nậu Cân lại trở nên kiêu ngạo và ban hành một di chiếu giả của Liêu Thánh Tông rằng ông ta đã phong cho bà ta là Thái hậu trước khi qua đời. Tiêu Nậu Cân tự phong cho mình tước hiệu mới là Thái hậu dù trước đây từng là thứ phi. 
Sau khi lên ngôi cùng năm 1031, vua Cao Ly Đức Tông của Cao Ly đã yêu cầu nhà Liêu (đời vua Liêu Hưng Tông) trao trả các tù nhân Cao Ly và rút về bên kia sông Áp Lục. Sau khi bị Liêu Hưng Tông khước từ, Cao Ly Đức Tông đã cho củng cố biên giới phía bắc của Cao Ly bằng cách cho xây dựng Thiên Lý Trường Thành (Cheolli Jangseong). Công trình phòng thủ này nhằm giúp cho Cao Ly đối phó với các vụ xâm nhập của người Khiết Đan ở tây bắc và người Nữ Chân ở đông bắc.
Tiêu Nậu Cân đã cố gắng thuyết phục Hưng Tông tiêu diệt đối thủ lâu năm của bà ta là Tiêu Bồ Tát Ca, nhưng ông đã từ chối tuân theo vì Tiêu Bồ Tát Ca không có con và đã nuôi nấng ông khi còn nhỏ. Dù vậy, nhân lúc Hưng Tông bận đi săn vào năm 1032, Tiêu Nậu Cân đã cử những tên sát thủ đến để sát hại Tiêu Bồ Tát Ca. Tiêu Bồ Tát Ca nói với những tên sát thủ rằng bà vô tội và nói với họ rằng bà đang chuẩn bị đi đi tắm. Những tên sát thủ đứng ngoài chờ đợi nhưng nhanh chóng nhận ra rằng Thái hậu Tiêu Bồ Tát Ca đã tự sát ở bên trong phòng tắm.
Cùng năm 1032 hoàng hậu Tiêu Thát Lý của Hưng Tông hạ sinh con trai trưởng cho Hưng Tông. Hưng Tông đặt tên cho đứa trẻ này là Tra Lạt, sau đổi thành Gia Luật Hồng Cơ.
Tiêu Nậu Cân tham nhũng và nắm quyền lực quân sự nhà Liêu. Bà ta đã thiết lập ngày lễ của riêng mình, Ứng Thánh tiết (應聖節) dựa trên ngày sinh của bà ta. Bà đã phong cho ông cố của mình danh hiệu cao quý là Lan Lăng Quận vương (蘭陵郡王), cha bà là Tề Quốc vương (齊國王) và phong cho anh em của bà ta làm vương, bất chấp các quy tắc của nhà Liêu. Tiêu Nậu Cân thậm chí còn giúp 40 nô lệ của gia đình bà trở thành quan chức triều đình. Chị gái của bà là Tần Quốc Phu nhân (秦國夫人) đã góa chồng và đang cô đơn. Tần Quốc Phu nhân cảm thấy bị thu hút bởi Trường Sa vương Tạ Gia Nô (謝家奴), nhưng ông ta đã kết hôn. Tiêu Nậu Cân đã giết vợ của Tạ Gia Nô và buộc ông ta phải cưới Tần Quốc Phu nhân. Em gái của bà ta là Tấn Quốc Phu nhân (晉國夫人) phải lòng một sứ thần tên là Cảnh Nguyên Cát (耿元吉). Thấy Cảnh Nguyên Cát cũng đã kết hôn nên Tiêu Nậu Cân lại giết vợ của ông ta và lại buộc ông ta cưới Tấn Quốc Phu nhân.
Tiêu Nậu Cân đã phá vỡ cuộc cải cách của Tiêu thái hậu ngày trước và người chồng quá cố của bà là Liêu Thánh Tông và đã gây ra tình trạng hỗn loạn trong chính trường nhà Liêu. Bà ta rất tham vọng và không muốn quyền lực của mình tại triều đình nhà Liêu bị suy giảm. Bà đã có kế hoạch để con trai nhỏ của mình là Gia Luật Trọng Nguyên thay thế ngôi vua của Hưng Tông vào năm 1034. Gia Luật Trọng Nguyên đã bí mật kể hết với anh trai mình là Hưng Tông, và Hưng Tông đã rất tức giận. Tất cả các đồng minh và những kẻ chủ mưu của Tiêu Nậu Cân đều bị xử tử, bao gồm cả những người hầu cận và hầu hết người thân của bà ta. Cùng năm 1034, Hưng Tông đã giáng mẹ mình (Tiêu Nậu Cân) xuống làm thứ dân và đuổi bà ta ra khỏi cung điện nhà Liêu.

### Đích thân chấp chính
Vua Cao Ly Tĩnh Tông của Cao Ly vừa lên ngôi vua trong năm 1034 thì đã rất quan tâm đến việc binh, và đã bắt đầu cho xây các thành phòng thủ dọc theo biên giới phía bắc ngay trong năm đầu tiên trị vì. Việc này khiến cho Hưng Tông lo lắng về nguy cơ bị tấn công từ Cao Ly. 
Năm 1037, nước Cao Ly (đời vua Cao Ly Tĩnh Tông) bị quân đội nhà Liêu (đời Liêu Hưng Tông) ở phía bắc xâm lược. Sau khi bị quân dân Cao Ly chống trả quyết liệt, quân Liêu phải rút lui về bắc. Cùng năm 1037 Hưng Tông phong cho con trưởng là Gia Luật Hồng Cơ (5 tuổi) làm Lương vương.
Năm 1042, Hưng Tông phong cho con trưởng là Gia Luật Hồng Cơ (10 tuổi) làm Yên quốc vương, cai quản công việc của trung thừa ti. Năm 1043, Hưng Tông giao cho con trưởng là Gia Luật Hồng Cơ (11 tuổi) cai quản công việc của bắc nam viện khu mật sứ, giữ chức thượng thư lệnh, sau cải phong thành Yên Triệu quốc vương.
Năm 1044, Thiên Lý Trường Thành (Cheolli Jangseong) của Cao Ly (đời vua Cao Ly Tĩnh Tông) được hoàn thành và chắn ngang biên giới miền bắc của đất nước Cao Ly. Bức tường kéo dài từ cửa sông Áp Lục đến khu vực thành phố Hamhung (Hàm Hưng) ở Bắc Triều Tiên ngày nay. Các dấu vết của bức tường vẫn còn tồn tại cho đến ngày nay ở một số nơi như Uiju và Chongpyong. Thiên Lý Trường Thành này góp phần bảo vệ Cao Ly trước sự tấn công của nhà Liêu (đời vua Liêu Hưng Tông) ở tây bắc và tộc Nữ Chân ở đông bắc.
Thời đại trị vì của Liêu Hưng Tông là khởi đầu cho sự sụp đổ của nhà Liêu. Chính phủ tham nhũng và quân đội khủng hoảng. Ngoài cuộc xâm lược Cao Ly không thành công vào năm 1037, Liêu Hưng Tông thường xuyên mở những cuộc tấn công vào nhà Tây Hạ và nhà Tống. Tuy nhiên, Liêu Hưng Tông thường không quan tâm tới lòng dân và ban bố sưu cao thuế nặng. Ông cũng mộ đạo Phật và chi tiêu hào phóng cho các nhà chùa.
Vua Cao Ly Văn Tông của Cao Ly sau đó phái quân Cao Ly tiến đánh biên giới nhà Liêu (đời vua Liêu Hưng Tông). Quân Liêu bị đánh bại, quân Cao Ly đã mở rộng biên giới phía bắc của Cao Ly đến sông Áp Lục.
Năm 1052 Hưng Tông giao cho con trưởng là Gia Luật Hồng Cơ (20 tuổi) giữ chức thiên hạ binh mã đại nguyên soái. Gia Luật Hồng Cơ được sử sách ghi nhận là người trầm tĩnh, nghiêm nghị.

## Qua đời
Ông qua đời vào ngày 28 tháng 8 năm 1055 và được tôn miếu hiệu là Hưng Tông (興宗), thụy hiệu Thần Thánh Hiếu Chương Hoàng Đế (神聖孝章皇帝). Con trai trưởng của Hưng Tông (cháu nội của Tiêu Nậu Cân) là Gia Luật Hồng Cơ lên ngôi trước linh cữu Hưng Tông cùng ngày 28 tháng 8 năm 1055, sử gọi là Liêu Đạo Tông.  
Hưng Tông hưởng thọ 39 tuổi và được an táng tại lăng Vĩnh Hưng (永興陵). Sau khi ông qua đời, mẹ ông là Tiêu Nậu Cân được phép trở lại cung điện nhà Liêu sau 21 năm làm thường dân để thăm tang lễ. Bà ta không hề tỏ ra đau lòng hay buồn bã gì. Con dâu của bà ta là Tiêu Thát Lý đang khóc thương người chồng quá cố của mình, nhưng Tiêu Nậu Cân nói với Tiêu Thát Lý rằng cô còn trẻ và đừng để tang cho Hưng Tông nữa. Tiêu Nậu Cân được Liêu Đạo Tông phong làm Thái hoàng thái hậu.

## Niên hiệu
Trong đời ông có hai niên hiệu là:
- Cảnh Phúc (景福 Jǐngfú): 1031 - 1032
- Trùng Hy (重熙 Chóngxī): 1032 - 1055

## Gia quyến

### Thê thiếp
- Tiêu Thát Lý Hoàng hậu (?-1076) , nguyên vị Quý phi , năm Trọng Hy thứ tư thăng Hoàng hậu , sau khi Liêu Đạo Tông lên ngôi tôn bà làm Thái hậu. Phong hiệu Nhân Ý Hoàng hậu (仁懿皇后).
- Tiêu Tam Thiến Hoàng hậu , con gái của Gia Luật Yên Ca - trưởng nữ của Liêu Thánh Tông và phò mã Tiêu Thiệu Tôn (萧绍宗). Sơ phong Thái tử phi , sau thăng Hoàng hậu , vì tâm tính độc ác nên bị giáng xuống làm Quý phi.

### Con cái

#### Hoàng tử
- Liêu Đạo Tông , mẹ là Tiêu Thát Lý Hoàng hậu.
- Gia Luật Bảo Thân Nô , mẹ không rõ. Sinh vào tháng sáu năm Trọng Hy thứ tư (1035) , khả năng cao là chết yểu.
- Gia Luật Hòa Lỗ Oát (1041-1110) , mẹ là Tiêu Thát Lý Hoàng hậu. Sơ phong Việt vương , Lỗ vương rồi Tống vương.
- Gia Luật A Liễn (?-1087) , mẹ là Tiêu Thát Lý Hoàng hậu. Sơ phong Hứa vương , Tần vương , Việt vương rồi Ngụy vương.

#### Hoàng nữ
- Gia Luật Bạt Cần , trưởng nữ , mẹ là Tiêu Thát Lý Hoàng hậu. Sơ phong Ngụy quốc công chúa , Tấn quốc công chúa rồi Tấn quốc trưởng công chúa. Ban đầu hạ giá Tiêu Tát Bát (萧撒八) , sau ly hôn rồi cải giá Tiêu A Tốc (萧阿速) rồi Tiêu Oa Nặc (萧窝匿).
- Gia Luật Oát Lý Thái , nhị nữ , mẹ là Tiêu Thát Lý Hoàng hậu. Sơ phong Trịnh quốc công chúa rồi Trịnh quốc trưởng công chúa , hạ giá Tiêu Dư Lí Dã (萧余里也).